# Чертков, Михаил Фёдорович
Михаил Фёдорович Чертков (1878—1945) — Воронежский земский деятель; в эмиграции священник, участвовал в объединении Марии (Скобцовой) «Православное дело».

## Биография
Родился в Воронеже 14 (26) февраля 1878 года в семье Фёдора Дмитриевича Черткова (1845—1899). Мать, княжна Елена Михайловна (1855—1924), дочь М. А. Оболенского.
Окончил Воронежскую гимназию (1896) и юридический факультет Санкт-Петербургского университета (1901); служил губернским секретарём в Воронежской губернии, был гласным губернского земского собрания от Воронежского и Землянского уездов, членом губернской земской управы (1904, 1909—1918), членом Воронежской учёной архивной комиссии (1904—1917), членом (1914—1916) и председателем (1917) губернского комитета Всероссийского Земского союза.
Во время гражданской войны был членом Межведомственной комиссии по земельному вопросу управления земледелия и землеустройства при Главнокомандующем Вооруженными силами Юга России (1919—1920). С 1920 года жил в Румынии, затем — во Франции.
После длительной болезни 1 сентября 1925 года в Париже скончалась его глубоко верующая жена. В отличие от неё Михаил Фёдорович был равнодушен к религии, но смерть жены привела его на путь к духовному возрождению. Испытав крайнее отчаянье и бездонную пустоту своей жизни, через десять лет он пришел к Богу и к вере, и 25 марта 1934 года был рукоположен в диакона, а 1 апреля того же года — во священника; состоял в юрисдикции митрополита Евлогия (Георгиевского). В 1934—1942 годах — настоятель церкви Рождества Богородицы в Пти-Кламаре под Парижем, с 1 января 1943 года приписан к храму Сергиевского подворья в Париже; 7 января 1944 года — протоиерей.
Принимал участие в работе благотворительной и культурно-просветительной организации помощи русским эмигрантам «Православное дело». В 1935 году организовал вместе с Марией (Скобцовой) и Ф. Т. Пьяновым «Дом отдыха» для выздоравливающих туберкулезных больных в местечке Нуази-ле-Гран. 
По болезни 1 октября 1944 года был уволен за штат. Умер 24 октября 1945 года в Сент-Женевьев де Буа.

## Семья
В 1905 году обвенчался в кафедральном соборе Александра Невского в Париже с княжной Александрой Николаевной Трубецкой (1872—1925). У них родилось пятеро детей: четыре дочери — Ольга (1909—1964), София (1910—1994), Марина (1915—1993) , Александра (1917—1946), и сын — Сергей (1908—1999).